# Chiesa di San Dalmazzo (Cuorgnè)
La chiesa di San Dalmazzo è la parrocchiale di Cuorgnè, in città metropolitana ed arcidiocesi di Torino; fa parte del distretto pastorale Torino Nord.

## Storia
La prima citazione della pieve di Cuorgnè, che sorgeva nel quartiere Villa extra moenia, risale al 1154.
Nel 1386 risultava che la pieve di San Dalmazzo di Cuorgnè fosse compresa nel distretto plebano di Corio Canavese.
La chiesa fu restaurata nel 1472. Nella seconda metà del XVI secolo questo edificio si rivelò insufficiente a soddisfare le esigenze dei fedeli e, così, nel 1575 si deliberò di riedificarlo; i lavori di rifacimento, condotti su progetto di Marianno de Marianni di Lugano, iniziarono nel 1576 e furono terminati nel 1592.
Il 1º settembre del 1804 crollò inaspettatamente uno dei pilastri che sorreggeva la volta andando così a rendere instabile l'intera pieve, che dovette pertanto essere demolita. Al suo posto sorse l'attuale parrocchiale, costruita su progetto di Andrea Cattaneo tra il 1805 e il 1810 e consacrata il 18 novembre di quello stesso anno.
Nel frattempo, nel 1805, nell'ambito della riorganizzazione diocesana di epoca napoleonica, la chiesa era passata dall'arcidiocesi di Torino alla diocesi di Ivrea, ma nel 1817 fu riaggregata all'arcidiocesi torinese.
 Nel 1820 venne edificato il pronao tetrastilo e nel 1825 fu eretta una cappella laterale che contenesse l'immagine della Madonna della Rivassola, ovvero la copia quattrocentesca di una raffigurazione della Vergine di epoca bizantina.
La chiesa venne poi restaurata varie volte tra la seconda metà del Novecento e gli anni Duemila.

## Descrizione

### Esterno
La facciata della chiesa è a salienti; la parte centrale presenta un pronao tetrastilo con colonne ioniche, che sorreggono il timpano triangolare.

### Interno
La pianta della chiesa si presenta a croce latina; la navata centrale si compone di quattro campate, mentre quelle laterali di tre.
Opere di pregio qui conservate sono la pala avente come soggetto il martirio di San Dalmazzo, dipinta nel 1814 da Giovanni Comandù, gli affreschi con storie della vita di San Dalmazzo, eseguiti da Nicola Fava nel 1904, le raffigurazioni dei Quattro Evangelisti poste nei pennacchi della volta cupoliforme, l'organo, realizzato da Carlo Vegezzi Bossi nel 1894, le statue della Madonna del Carmine e di san Rocco, la tela con soggetto il Transito di san Giuseppe, il quadro ritraente santa Teresa, eseguito nella bottega di Guido Reni, il fonte battesimale, caratterizzato da un bassorilievo del Battesimo di Gesù, la pala con i santi Francesco e Luigi Gonzaga e quella con sant'Antonio di Padova.